# Блины (скалы)
Блины — скалы-останцы на Северном Урале, в городском округе Карпинск Свердловской области России.
Скалы были случайно обнаружены жителями Карпинска в середине 1960-х годов, получили своё название из-за необычного внешнего вида каменных плит. Современный облик скал является результатом процесса выветривания. Скалы расположены среди смешанного леса (берёза, пихта) и не превышают по высоте окружающие деревья.
Длина скал — 21 м, ширина — 5 м. Наивысшая точка скал поднимается над основанием на 12 метров. Края верхних плит выступают от стен на 1—1,5 м. Скалы сложены анортозитом — магматической горной породой, состоящей из анортита с вкраплениями пироксена. Возраст горных пород составляет 420—425 млн лет.
Скалы Блины популярны среди туристов, особенно среди скалолазов. До них можно добраться пешком, двигаясь по маркированному маршруту от моста через реку Серебрянку на 45 км автодороги Карпинск — Кытлым.